# 霧鎖南洋
《霧鎖南洋》（英語：The Awakening）是一部1984年由新加坡廣播局製作的歷史電視戲劇，主要講述新加坡華人由英治時期到現代的經歷。值得一提的是，本劇監製賴水清、編劇及編導大多是香港人，他們來新加坡之前都曾在香港麗的電視任職。
本劇曾經在香港亞洲電視本港台、台灣中視播放。

## 戲劇
戲劇本身分為四個單元：

### 「霧鎖南洋之地久天長」
講述來自中國的第一代新加坡華族人和他們的艱苦史。

#### 演员
- 向云 饰 李玉梅
- 黄文永 饰 何阿水
- 陈澍承 饰 庄元和
- 黄佩如 饰 钱天兰
- 李健汉 饰 何田生
- 洪培兴 饰 何阿炳
- 张伟辉 饰 何来发
- 钱治钢 饰 胡德
- 邬伟强 饰 钱七（钱家成）
- 利永锡 饰 庄德兴
- 戴鹏 饰 董二哥
- 冯绍梅 饰 陈杏秀（秀姑）
- 周全喜 饰 妓院老板
- 云昌凑 饰 阿祥（华人警察）
- 杨俊贺 饰 陈秘书
- 张锦华 饰 巧姐
- 陈濛 饰 月婶（三水婆）
- 黄彩云 饰 小花
- Ruiter 饰 Governor （总督）
- Suriaputhuran 饰 Dr Pillay
- Chris Ellen 饰 Mr Miles
- Jaffer 饰 Solimen

### 「霧鎖南洋之獅城拂曉」
－講述新加坡日治時期的華族民生。

#### 演员
- 王玉青 饰 何国瑞
- 徐琳 饰 庄晓岚
- 王相钦 饰 何竹生
- 陈碧凤 饰 刘小佩
- 陈忠华 饰 刘元龙
- 何洁 饰 钱玉薇
- 陈天送 饰 川岛
- 柳明 饰 高桥
- 郑振星 饰 小野
- 钱七妻 饰 陈娟娟

### 「霧鎖南洋之風雨同舟」和「霧鎖南洋之赤道朝陽」
－講述新加坡戰後的歷史，包括馬來亞獨立宣言和新加坡獨立後的經濟和民生發展。有傳聞指原本是沒有第三和第四单元的，但是當時新加坡正慶祝獨立25周年，所以新加坡政府要求新加坡廣播局多拍兩集。

#### 「風雨同舟」演员
- 徐琳 饰 庄晓岚
- 李文海 饰 梁正杰
- 梁日青 饰 杨肇声
- 李茵珠 饰 苏少英
- 钱治钢 饰 甘大枝
- 陈娟娟 饰 赵玉娥
- 云昌凑 饰 赖伙山
- 张锦华 饰 陈阿善
- 陈澍承 饰 周勇成
- 柯莎菲 饰 屠瑞芬
- 顾荣芳 饰 罗木胜
- 梁巧贞 饰 罗妻
- 苏春兴 饰 张文标
- 阮瑞国 饰 陈伟业
- 黄彩云 饰 李芳
- 陈濛 饰 桃姐

#### 「赤道朝陽」演员
- 黄德成 饰 杨秉仁（童年）
- 黄文永 饰 杨秉仁（成年）
- 陈剑锋 饰 杨秉忠（童年）
- 吴瑰岸 饰 杨秉忠（成年）
- 柳俊泓 饰 杨秉棠（童年）
- 吴仕章 饰 杨秉棠（成年）
- 柯贵民 饰 甘宝石（童年）
- 陈天送 饰 甘宝石（成年）
- 郑家骏 饰 甘宝龙（童年）
- 陈天文 饰 甘宝龙（成年）
- 陈思伶 饰 甘宝珠（童年）
- 黄毓玲 饰 甘宝珠（成年）
- 谢韵仪 饰 赖洁如（童年）
- 黎惠燕 饰 赖洁如（成年）
- 黄燕宾 饰 梁安宁（童年）
- 向云 饰 梁安宁（成年）
- 刘秋莲 饰　陈莉莉
- 蔡平开 饰　莉莉母
- 杨福利 饰　莉莉父
- 邬伟强 饰　经理
- 周全喜 饰　老赵
- 陈秀环 饰　黄慧中
- 王玉青 饰　何国瑞